# حكومة بن فليس الأولى
حكومة بن فليس الأولى حكومة جزائرية تقلدت السلطة من 26 أوت 2000 إلى غاية 31 ماي 2001.
عين علي بن فليس رئيسا للحكومة خلفا لأحمد بن بيتور في 26 أوت 2000، و شكلت الحكومة في نفس اليوم.

## تشكيلة الحكومة

### رئيس الحكومة
| الصورة | الحقيبة الوزارية      | الاسم       |  | الحزب               |
| ------ | --------------------- | ----------- |  | ------------------- |
|        | رئيس الحكومة الجزائري | علي بن فليس |  | جبهة التحرير الوطني |

### الوزراء

#### وزراء الدولة
| الصورة | الحقيبة الوزارية                              | الاسم             |  | الحزب                    |
| ------ | --------------------------------------------- | ----------------- |  | ------------------------ |
|        | وزير الدولة، وزير العدل                       | أحمد أويحيى       |  | التجمع الوطني الديمقراطي |
|        | وزير الدولة، وزير الداخلية و الجماعات المحلية | نور الدين زرهوني  |  | جبهة التحرير الوطني      |
|        | وزير الدولة، وزير الشؤون الخارجية             | عبد العزيز بلخادم |  | جبهة التحرير الوطني      |

#### وزراء
| الصورة | الحقيبة الوزارية                          | الاسم                  |  | الحزب                              |
| ------ | ----------------------------------------- | ---------------------- |  | ---------------------------------- |
|        | وزير المالية                              | عبد اللطيف بن أشنهو    |  |                                    |
|        | وزير المساهمة وتنسيق الإصلاحات            | عبد الحميد تمار        |  | جبهة التحرير الوطني                |
|        | وزير المـوارد المائية                     | سليم سعدي              |  |                                    |
|        | وزير منتدب لدى رئيس الحكومة               | يوسف يوسفي             |  | التجمع الوطني الديمقراطي           |
|        | وزير المؤسسات والصناعات الصغيرة والمتوسطة | نور الدين بوكروح       |  | حزب التجديد الجزائري               |
|        | وزير الطاقة والمناجم                      | شكيب خليل              |  |                                    |
|        | وزير التربية الوطنية                      | أبو بكر بن بوزيد       |  | التجمع الوطني الديمقراطي           |
|        | وزير الاتصال و الثقافة                    | محي الدين عميمور       |  |                                    |
|        | وزير التعليم العالي والبحث العلمي         | عمار صخري              |  |                                    |
|        | وزير الشباب والرياضة                      | عبد المالك سلال        |  |                                    |
|        | وزير التجارة                              | مراد مدلسي             |  | التجمع الوطني الديمقراطي           |
|        | وزير البريد و المواصلات                   | محمد مغلاوي            |  | التجمع الوطني الديمقراطي           |
|        | وزير التكوين المهني                       | كريم يونس              |  |                                    |
|        | وزير الشؤون الدينية و الأوقاف             | أبو عبد الله غلام الله |  | التجمع الوطني الديمقراطي           |
|        | وزير السكن والعمران                       | عبد القادر بونكراف     |  |                                    |
|        | وزير الصناعة و إعادة الهيكلة              | عبد المجيد مناصرة      |  | حركة مجتمع السلم                   |
|        | وزير العمل و الحماية الاجتماعية           | سلطاني بوقرة           |  | حركة مجتمع السلم                   |
|        | وزير مكلف بالتضامن الوطني                 | جمال ولد عباس          |  | جبهة التحرير الوطني                |
|        | وزير المجاهدين                            | محمد الشريف عباس       |  | جبهة التحرير الوطني                |
|        | وزير الفلاحة                              | السعيد بركات           |  |                                    |
|        | وزير مكلف بالعلاقات مع البرلمان           | عبد الوهاب دربال       |  |                                    |
|        | وزير الصحة والسكان                        | محمد العربي عبد المومن |  |                                    |
|        | وزير الأشغال العمومية                     | عمارة بن يونس          |  | التجمع من أجل الثقافة والديمقراطية |
|        | وزير تهيئة الإقليم و البيئة               | شريف رحماني            |  | التجمع الوطني الديمقراطي           |
|        | وزير السياحة والصناعات التقليدية          | لخضر ضرباني            |  | جبهة التحرير الوطني                |
|        | وزير النقل                                | حميد لوناوسي           |  | التجمع من أجل الثقافة والديمقراطية |
|        | وزير الصيد البحري و الموارد الصيدية       | عمر غول                |  | حركة مجتمع السلم                   |

#### وزراء منتدبون
| الصورة | الحقيبة الوزارية                                                                               | الاسم            |  | الحزب               |
| ------ | ---------------------------------------------------------------------------------------------- | ---------------- |  | ------------------- |
|        | وزير منتدب لدى وزير التعليم العالي والبحث العلمي مكلف بالبحث العلمي                            | محمد علي بوغازي  |  |                     |
|        | وزير منتدب لدى وزير الدولة، وزير الشؤون الخارجية مكلف بالجالية الوطنية بالخارج والتعاون الجهوي | عبد العزيز زياري |  | جبهة التحرير الوطني |
|        | وزير منتدب لدى وزير الدولة، وزير الشؤون الخارجية مكلف بالشؤون الإفريقية                        | عبد القادر مساهل |  | جبهة التحرير الوطني |
|        | وزير منتدب لدى وزير الدولة، وزير الداخلية والجماعات المحلية مكلف بالجماعات المحلية             | عبد المجيد تبون  |  | جبهة التحرير الوطني |